# Contea di Sanpete
La contea di Sanpete, in inglese Sanpete County, è una contea dello Stato dello Utah, negli Stati Uniti. Aveva una popolazione di 22 763 abitanti (2000). Il capoluogo è Manti.

## Geografia fisica
La contea di Sampete si trova nel centro geografico dello Stato dello Utah. Ha una superficie di 4113 km².
Il territorio della contea è delimitato a est dall'Altopiano Wasatch e a ovest dai Monti San Pitch. La parte centrale è occupata dalla valle del fiume San Pitch che l'attraversa in direzione nord-sud confluendo nel fiume Sevier, che scorre nella parte sudoccidentale della contea nella valle di Gunnison.

### Contee confinanti
- Contea di Utah - nord
- Contea di Carbon - nord-est
- Contea di Emery - est
- Contea di Sevier - sud
- Contea di Millard - sud-ovest
- Contea di Juab - ovest

## Parchi e riserve naturali
Nel territorio della contea sono presenti un parco statale e diverse aree protette, tra cui il settore occidentale della Foresta Nazionale di Manti-La Sal nell'altopiano Wasatch.

## Storia
Fino al 1300 erano insediate nella regione popolazioni di agricoltori della Cultura Fremont-Sevier. In seguito l'area fu occupata dagli indiani Ute. Coloni mormoni si insediarono nella regione a partire dal 1849 e nei dieci anni successivi sorsero i principali centri abitati. La contea fu istituita nel 1850. Il nome della contea è un termine che viene dalla lingua Ute saimpitsi, che significa "popolo della lisca acuta".

## Comuni

### Cities
- Centerfield
- Ephraim
- Fairview
- Fountain Green
- Gunnison
- Manti (capoluogo)
- Moroni
- Mount Pleasant
- Spring City

### Towns
- Fayette
- Mayfield
- Sterling
- Wales